# Алахузос, Крис
Хризо́стомос «Крис» Алаху́зос (греч. Χρυσόστομος «Κρις» Αλαχούζος, англ. Chrysostomos «Chris» Alahouzos; род. Калимнос, Додеканес, Греция) — американский государственный служащий-республиканец, мэр города Тарпон-Спрингс (2016 - 2023). Первый рождённый в Греции американец, занимающий данный пост, а также пост вице-мэра этого города (2011—2016). Основатель и член совета директоров чартерной школы «Plato Academy» в округе Пинеллас, имеющей кампусы как в Тарпон-Спрингсе, так и в Клируотере, Ларго, Палм-Харборе, Семиноле и Сент-Питерсберге. Является членом различных советов и комитетов, в том числе Союза мэров Флориды, Совета мэров округа Пинеллас, Совета регионального планирования Тампа-Бэя, а также попечителем Американского фонда греческого языка и культуры (AFGLC), президентом корпорации «Города-побратимы Тарпон-Спрингса» и активным членом Ротари-клуба.

## Биография
Родился на острове Калимнос (Додеканес, Греция).
В 1967 году, в возрасте 14 лет, вместе со своей семьёй иммигрировал в США. Отец Криса был ловцом губок.
Окончил среднюю школу в Тарпон-Спрингсе.
Ветеран Резерва корпуса морской пехоты США.
В течение многих лет работал экспертом по технологиям в телекоммуникационной компании «Verizon» во Флориде.
Свою деятельность в культурной жизни города Алахузос начинал с Общества калимниотов Тарпон-Спрингса, членом, а затем и президентом которого он был.
Будучи государственным служащим, на протяжении десятилетий занимался культурной волонтёрской деятельностью, устанавливая контакты между Тарпон-Спрингсом и Калимносом, а также другими островами Греции в рамках программы городов-побратимов.
Бывший тренер юношеской футбольной команды.
Состоял в совете городских комиссаров, в том числе в качестве вице-мэра Тарпон-Спрингса.
С 2016 по 2023 год — мэр Тарпон-Спрингса.
Активный член греческого православного собора Святого Николая.

## Личная жизнь
Имеет трёх сыновей и двух внучек.